# Agua Dulce (contea di El Paso, Texas)
Agua Dulce (in spagnolo "acqua dolce") è un census-designated place degli Stati Uniti d'America situato nella contea di El Paso dello Stato del Texas. La popolazione era di 3,014 persone al censimento del 2010. Fa parte dell'area metropolitana di El Paso.

## Geografia fisica
Agua Dulce è situata a 31°38′28″N 106°08′13″W.
Secondo lo United States Census Bureau, ha un'area totale di 7,8 miglia quadrate (20,2 km²).

## Società

### Evoluzione demografica
Secondo il censimento del 2000, c'erano 738 persone.

### Etnie e minoranze straniere
Secondo il censimento del 2000, la composizione etnica del CDP era formata dall'88,08% di bianchi, l'1,76% di afroamericani, lo 0,68% di nativi americani, il 7,45% di altre razze, e il 2,03% di due o più etnie. Ispanici o latinos di qualunque razza erano il 95,12% della popolazione.